# Trevor Pinnock
Pour les articles homonymes, voir Pinnock (homonymie).
Trevor David Pinnock, né le 16 décembre 1946 à Canterbury dans le Kent, est un chef d'orchestre et claveciniste britannique, spécialiste réputé de la musique baroque et de la période classique.

## Biographie
Enfant, il est élève du chœur de la cathédrale de Canterbury puis étudie l'orgue (avec Ralph Downes) et le clavecin au Royal College of Music. Il débute à Londres au Royal Festival Hall avec le Galliard Ensemble en 1966. En 1972, il fonde The English Concert, ensemble spécialisé dans l'interprétation de la musique baroque et de la période classique sur instruments anciens, qu'il dirigera jusqu'en 2003, date à laquelle il cède son poste au violoniste Andrew Manze pour se consacrer à une carrière internationale de récitaliste et chef invité.
À la tête de l'English Concert, il donne au disque l'intégrale des concertos pour clavecin(s) de Bach, tenant le rôle de soliste, ainsi que les plus grandes œuvres du répertoire baroque pour orchestre, les symphonies du Sturm und Drang de Haydn et l'intégrale des symphonies de Mozart, tenant le rôle de continuiste, et, avec le chœur de l'English Concert, plusieurs œuvres majeures de musique chorale. Parmi ses enregistrements solistes, plébiscités par la critique, on compte, entre autres, les Partitas pour clavier, l'Ouverture dans le style français, le Concerto italien et les Variations Goldberg de Bach ainsi que des sonates de Domenico Scarlatti. Aux côtés de la violoniste Rachel Podger, il a également enregistré l'intégrale des Sonates pour violon et clavecin et des Sonates pour violon et basse continue de Bach. Enfin, il s'avère également un grand spécialiste de Jean-Philippe Rameau, dont il a enregistré de nombreuses pièces de clavecin.
Il fait ses débuts à New York en 1988 où il dirige l'opéra de Haendel, Giulio Cesare in Egitto. De 1991 à 1996, il occupe le poste de directeur artistique de l'Orchestre du Centre national des arts d'Ottawa, puis celui de conseiller artistique jusqu'en 1998.
En 1992, il est promu commandeur dans l'ordre de l'Empire britannique et, en 1998, Officier dans l'ordre des Arts et des Lettres.

## Quelques enregistrements

### En tant que chef d'orchestre
- Bach, 6 concertos brandebourgeois, chez Archiv Produktion (DG) (1982)
- Bach, 4 suites pour orchestre, chez Archiv Produktion (DG) (1978-1979)
- Bach, Concertos pour violon(s), avec Simon Standage et Elizabeth Wilcock, violons, chez Archiv Produktion (DG) (1983)
- Bach, Intégrale des concertos pour clavecin(s), avec Trevor Pinnock, clavecin, chez Archiv Produktion (DG) (1979-1981)
- Bach, Concerto pour flûte, violon et clavecin BWV 1044, Concerto pour hautbois et violon BWV 1060, Concerto pour hautbois d'amour BWV 1055, avec Simon Standage, violon; David Reichenberg, hautbois et hautbois d'amour; Lisa Beznosiuk, flûte; Trevor Pinnock, clavecin, chez Archiv Produktion (DG) (1984)
- Corelli, 12 concerti grossi, op. 6, chez Archiv Produktion (DG) (1988)
- Haendel, Water Music, chez Archiv Produktion (DG) (1983)
- Haendel, Music for the Royal Fireworks, chez Archiv Produktion (DG) (1985)
- Haendel, Concerto grosso "Alexander's Feast" HWV 318, Sonate à 5 HWV 288, Concertos pour hautbois HWV 287, 301, 302a - avec Simon Standage, violon; David Reichenberg, hautbois, chez Archiv Produktion (DG) (1985)
- Haendel, Concerti grossi, op. 3, chez Archiv Produktion (DG) (1984)
- Haendel, Concerti grossi, op. 6, chez Archiv Produktion (DG) (1982)
- Haendel, Concertos pour orgue, op. 4, avec Simon Preston, orgue, chez Archiv Produktion (DG) (1984)
- Haendel, Concertos pour orgue, op. 7, avec Simon Preston, orgue, chez Archiv Produktion (DG) (1984)
- Haendel, Le Messie, chez Archiv Produktion (DG) (1988)
- Haendel, Belshazzar, chez Archiv Produktion (DG) (1991)
- Haendel, Tamerlano, chez AVIE (2002)
- Haendel/Mozart, Acis und Galatea, chez Archiv Produktion (DG) (1992)
- Haydn, Concertos pour hautbois, trompette et clavecin (Hob.XVIII:11), avec Paul Goodwin, hautbois; Mark Bennett, trompette; Trevor Pinnock, clavecin, chez Archiv Produktion (DG) (1985)
- Haydn, Symphonies "Le Matin", "Le Midi", "Le Soir", chez Archiv Produktion (DG) (1987)
- Haydn, Concertos pour violon; Salomon, Romance pour violon, avec Simon Standage, violon, chez Archiv Produktion (DG) (1989)
- Haydn, Symphonies du Sturm und Drang, chez Archiv Produktion (DG) (1989-1990)
- Haydn, Stabat Mater, chez Archiv Produktion (DG) (1990)
- Haydn, Missa in Angustiis "Nelsonmesse", Te Deum, chez Archiv Produktion (DG) (1987)
- Haydn, Missa Sancti Nicolai, Theresienmesse, chez Archiv Produktion (DG) (1993)
- Mozart, Concerto pour hautbois K. 314; C.P.E. Bach, Concerto pour hautbois Wq. 165; Lebrun, Concerto pour hautbois n. 1, avec Paul Goodwin, hautbois, chez Archiv Produktion (DG) (1991)
- Mozart, Messe du Couronnement, Exsultate, jubilate, Vesperæ solennes de confessore, chez Archiv Produktion (DG) (1994)
- Mozart, Intégrale des symphonies, chez Archiv Produktion (DG) (1993-1995)
- Purcell, Didon et Énée, chez Archiv Produktion (DG) (1989)
- Purcell, Le Roi Arthur, chez Archiv Produktion (DG) (1991)
- Purcell, Dioclesian, Timon of Athens, chez Archiv Produktion (DG) (1995)
- Vivaldi, Les Quatre Saisons, avec Simon Standage, violon, chez Archiv Produktion (DG) (1982)
- Vivaldi, L'estro armonico, op. 3, avec Simon Standage, violon, chez Archiv Produktion (DG) (1987)
- Vivaldi, La stravaganza, op. 4, avec Simon Standage, violon, chez Archiv Produktion (DG) (1990)
- Vivaldi, Concertos pour flûte, op. 10, avec Lisa Beznosiuk, flûte, chez Archiv Produktion (DG) (1988)
- Trevor Pinnock & The English Concert - Complete Recordings on Archiv Produktion, chez Archiv Produktion (DG) (2023)

### En tant que claveciniste
- Bach, Sonates pour flûte et clavecin BWV 1030-1032, Sonates pour flûte et continuo BWV 1033-1035, avec Stephen Preston, flûte; Jordi Savall, viole de gambe, chez CRD (1975)
- Bach, 7 Toccata BWV 910-916, chez Archiv Produktion (DG) (1977)
- Bach, Fantaisie chromatique et Fugue BWV 903, chez Archiv Produktion (DG) (1978)
- Bach, Variations Goldberg BWV 988, chez Archiv Produktion (DG) (1980)
- Bach, Sonates pour flûte et clavecin BWV 1020, 1030-1032, Sonates pour flûte et continuo BWV 1033-1035, avec Jean-Pierre Rampal, flûte; Roland Pidoux, violoncelle, chez CBS Records (1985)
- Bach, Six Partitas BWV 825 - 830, chez Archiv Produktion (DG) (1985) ; nouvel enregistrement chez Hännsler Classic (1998-1999)
- Bach, Sonates pour violon et clavecin BWV 1014-1019, 1019a, Sonates pour violon et continuo BWV 1021, 1023, avec Rachel Podger, violon; Jonathan Manson, viole de gambe, chez Channel Classics (2000)
- Bach, Sonates pour viole de gambe et clavecin BWV 1027-1029, 1030b, avec Jonathan Manson, viole de gambe, chez AVIE (2006)
- Bach, Sonates pour flûte et clavecin BWV 1020, 1030-1032, Sonates pour flûte et continuo BWV 1033-1035, Sonates pour deux flûtes et continuo BWV 1039, avec Emmanuel Pahud, flûte; Jonathan Manson, violoncelle; Silvia Careddu, deuxième flûte, chez EMI Classics (2008)
- Bach, Le Clavier bien tempéré, livre I, chez DG (2020)
- Bach, Le Clavier bien tempéré, livre II, chez DG (2022)
- Corelli, Sonates en trio, avec Simon Standage et Micaela Comberti, violons, Anthony Pleeth, violoncelle et Nigel North, archiluth et théorbe, chez Archiv Produktion (DG) (1987)
- Haendel, Sonates en trio, avec Simon Standage et Micaela Comberti, violons, Lisa Beznosiuk, flûte et Anthony Pleeth, violoncelle, chez Archiv Produktion (DG) (1985)
- Rameau, Œuvre complète pour clavecin, CRD (1998)
- Rameau, Les Cyclopes. Pièces de clavecin, AVIE (2004)